# کیث گوردن
کیت گوردون (انگلیسی: Keith Gordon؛ زادهٔ ۳ فوریهٔ ۱۹۶۱) هنرپیشه، کارگردان و تهیه‌کننده اهل ایالات متحده آمریکا است. از فیلم‌هایی که وی در آن نقش داشته است می‌توان به در لباسی خیره‌کننده، آرواره‌ها ۲ و اینطور چیزها اشاره کرد.